# Champigny-sur-Marne
Champigny-sur-Marne je jugovzhodno predmestje Pariza in občina v departmaju Val-de-Marne osrednje francoske regije Île-de-France. Leta 2010 je imelo naselje 75.510 prebivalcev.

## Geografija
Naselje leži jugovzhodno od samega središča Pariza ob reki Marni.

## Administracija
Champigny-sur-Marne je sedež treh kantonov:
- Kanton Champigny-sur-Marne-Center (del občine Champigny-sur-Marne: 25.934 prebivalcev),
- Kanton Champigny-sur-Marne-Vzhod (del občine Champigny-sur-Marne: 23.434 prebivalcev),
- Kanton Champigny-sur-Marne-Zahod (del občine Champigny-sur-Marne: 17.051 prebivalcev).

Majhen del občine se nahaja v kantonu Bry-sur-Marne.

## Zgodovina
Champigny-sur-Marne se je prvotno imenoval le Champigny, izhajajoč iz srednjeveško-latinskega imena Campaniacum, v pomenu "posest Campaniusa".
Občina je dobila sedanje ime leta 1897 posledično zaradi ločitve od drugih francoskih občin z istim imenom.

## Pobratena mesta
- Alpiarça (Portugalska),
- Bernau bei Berlin (Nemčija),
- Jalapa (Nikaragva),
- Musselburgh (Združeno kraljestvo),
- Rosignano Marittimo (Italija).